# 모토로라 6800
모토로라 6800(Motorola 6800)은 1974년 모토로라에 의하여 설계 및 제작된 최초의 8비트 마이크로프로세서이다. MC6800 마이크로 프로세서는 직렬 및 병렬 인터페이스 IC, RAM, ROM 및 기타 지원 칩이 포함되어 있는 M6800 마이크로 컴퓨터 시스템의 일부이었다. 중요한 디자인 특징은 대부분의 다른 마이크로프로세서가 3 개의 전압을 요구할 때 M6800 IC 제품군에서는 5V 전원 공급 장치 하나만 필요로 한다는 것이었다. M6800 마이크로 컴퓨터 시스템은 1974년 3월에 발표되었으며 연말에는 본격적으로 생산이 되었다.
6800에는 64 kB의 메모리에 직접 액세스 할 수 있는 16 비트 주소 버스와 8 비트 양방향 데이터 버스가 있다. 총 197 개의 명령코드를 위하여 7 개의 어드레싱 모드로 72 개의 명령어가 있다. MC6800의 원래의 클럭 주파수는 최대 1 MHz이었는데 최신 버전의 최대 클록 주파수는 2 MHz이었다.
모토로라에서는 IC 외에도 완벽한 어셈블리 언어 개발 시스템을 제공했다. 고객은 원격 시분할 컴퓨터 또는 사내 미니 컴퓨터 시스템에서 소프트웨어를 사용할 수 있었다. 모토로라 EXORciser는 M6800 IC로 구축 된 데스크톱 컴퓨터로 새로운 디자인의 프로토타입 개발 및 디버깅에 사용할 수 있었다. 방대한 문서 패키지에는 모든 IC에 대한 데이터 시트, 두 개의 어셈블리어 프로그래밍 매뉴얼, 및 POS (point-of-sale) 컴퓨터 단말기의 설계 방법을 보여주는 700 페이지의 응용 프로그램 설명서가 포함되어 있었다.
6800은 컴퓨터 주변 장치, 테스트 장비 응용 프로그램 및 POS 터미널에서 널리 사용되었다. 또한 아케이드 게임 및 핀볼 기계에서도 사용되었다. 1977년에 출시 된 MC6802에는 128 바이트의 RAM과 내부 클록 오실레이터가 내장되어 있었다. MC6801 및 MC6805는 램(RAM), 롬(ROM) 및 I/O를 단일 칩에 포함하고 있으며 자동차 애플리케이션에서 널리 사용되었다.

## 같이 보기
- 모토로라 68000

## 참고 문헌
1. ↑  “Motorola joins microprocessor race with 8-bit entry”. 《Electronics》 (New York: McGraw-Hill) 47 (5): 29–30. 1974년 3월 7일.
2. ↑  “Microcomputer system runs on one 5-V supply”. 《Electronics》 (New York: McGraw-Hill) 47 (26): 114–115. 1974년 12월 26일. "Motorola's M6800 microcomputer system, which can operate from a single 5-volt supply, is moving out of the sampling stage and into full production." The small-quantity price of the MC6800 is $360. The MC6820 PIA cost $28.
3. ↑  《M6800 Microcomputer System Design Data》. Phoenix AZ: Motorola. 1976.
4. ↑  Daniels, R. Gary; William C. Bruce (April 1985). “Built-In Self-Test Trends in Motorola Microprocessors”. 《IEEE Design & Test of Computers》 (IEEE) 2 (2): 64–71. doi:10.1109/MDT.1985.294865. "… MC6800, which was introduced in 1974. The device was built in six-micron NMOS technology with about 4000 transistors."
5. ↑  《M6800 Microprocessor Applications Manual》. Phoenix AZ: Motorola. 1975.
6. ↑  “System 16 - Atari 6800 Based Hardware”. 《system16.com》.
7. ↑  “Mark's Guide to Williams System 3 Through 7 Troubleshooting and Repair”. 2018년 2월 16일에 원본 문서에서 보존된 문서. 2019년 6월 16일에 확인함.